# 2S3「相思」自走砲
2S3自走炮（俄語：2С3），是蘇聯研製的自走砲，這是蘇聯對可使用M454核炮彈的M109自走炮作出的對抗方案。整項計劃始於1967年7月4日蘇聯部長會議決議，於1968年完工並於1971年投入使用。

## 名稱
該自走炮是“GABTU系列的第303號工程”，俄語寫為“俄語：”，GABTU是“俄罗斯国防部火箭炮兵装备总局”的簡寫。戰斗車輛還有額外的名稱Akatsiya（Акация），這是俄語的金合歡。

## 描述
在第二次世界大戰結束時，蘇聯是一支具有大規模砲兵的武裝力量，包括弋引炮、自走炮，而砲兵對蘇聯軍隊之重要性不言可喻。然而到1955年尼基塔·赫魯雪夫取代史達林成為新一代蘇聯領導人後，他信奉的全面核戰爭思想讓蘇聯的常規火炮開發幾乎全面停擺。但蘇聯國防部在內部評估後，判斷全面核子戰爭並沒有那麼容易出現，區域性衝突以及戰術性核子武器的動用更有可能發生。在這樣的戰術情境下，自走炮的優勢要較弋引炮更為明顯。但蘇聯恢復自走炮的研發要等到赫魯雪夫失勢下臺後才正式恢復。
在1964年赫魯雪夫下臺時，北大西洋公約組織已經大量換裝美國研製的M109自走炮，對蘇聯軍方來說北約新型自走砲的威脅是裝備了戰術核炮彈。在1965年利沃夫亞沃里夫軍事基地的演習中，蘇聯確定在二戰時開發的各式火砲並不適合當時的戰爭需求，為了彌補與北約國家的技術差距，在1965年7月4日的蘇聯共產黨中央委員會與蘇聯部長會議發佈之609-201號決議定案啟動新型152公厘自走炮的發展計劃。
在正式決議前，1963至1965年機動載具工程研究所進行了未來自走炮的可行性研究，確立了基礎技術指標。在它們的研究中開發了兩款自走砲雛形，第一種是以124號工程（Object 124，由SU-100P自走炮技術演進）開發的底盤，另一個是432號工程（Object 432，未來的T-64主战坦克）的底盤為基礎。兩款底盤搭配的主力武器都是D-20榴彈炮。在可行性研究中，研究所了解到未來的自走砲底盤為了配合炮組工作動線，因此前置發動機與自排變速箱是較為合適的設計，但432號工程的5TDF柴油引擎因工程技術問題無法配合這個要求，因此最後由烏拉爾運輸與機械工業公司負責。
烏拉爾運輸與機械工業公司將123號工程（SA-4飛彈）開發的底盤轉用到自走炮上，裝車的D-20榴彈炮則變更代號為2A33榴彈炮，由9號火炮工廠開發，原型車在1968年底出廠。但是在測評的過程中，2S3的戰鬥艙發現有嚴重的廢氣堆積與污染問題，這個問題是源自於俄系發射藥燃燒時產生更多廢氣，這是當時的蘇聯化學科技無法克服的瓶頸。為了解決氣體汙染問題，火炮工廠決定搭配更有效率的砲管排煙器以及密閉性更好的金屬發射藥桶避免發射廢氣倒灌回戰鬥室內。1971年，蘇聯通過2S3自走炮驗收，開始量產。
在1973年，一輛2S3自走炮的造價為3.05萬俄羅斯盧布，2S3的底盤由烏拉爾運輸與機械工業公司生產，2A33榴彈炮則由列寧格勒的莫托維利哈172廠生產，後來轉由伏爾加格勒的街壘火炮工廠產製。直到1991年底蘇聯解體前2S3量產線在持續運作，在23年間，蘇聯產製了4,000輛以上2S3與相關的衍生型車種。

## 衍生型
- 2S3 (SO-152) – 1968 年开发的基本型。1970-1975 年生产。两次修改使用了 D-11 和 D-11M 榴弹炮。
- 2S3M (SO-152M) – 配备机械化鼓式装载机，可存放 12 发炮弹，减少了车体和炮塔后部装甲板的舱口数量，改变了舱口的配置，R-123 无线电的天线套装被转移到炮塔顶部。弹药从 40 发增加到 46 发（通常由 42 发 OF-540 和 OF-25 HE-Frag弹丸以及 4 发 BP-540 HEAT-FS弹丸组成）。为 SO-152M 开发了更强大的 OF-29 HE-Frag 射弹和 OF-38 Krasnopol激光制导火箭辅助射弹。现代化榴弹炮的代号为 2A33。生产于 1975-1987 年。
- 2S3M1 (SO-152M1) – 配备指令数据采集和显示设备，以及新的 SP-538 瞄准具。OF-38 Krasnopol激光制导火箭辅助射弹被添加到标准弹药中。生产于 1987 年至 1993 年。所有 2S3 和 2S3M 均已现代化至 2S3M1 级别。
- 2S3M2 (SO-152M2) - 配备自动火控系统、卫星导航系统和烟雾弹发射器的现代化变体。2000年开发。
- 2S3M2-155 – 2S3M2 的出口型变体，配备新型 155 毫米 M-385 榴弹炮。2000年开发。
- 2S3M3 – 2S3M2 的实验变体，配备了进一步改进的火控系统和现代化的 2A33M 榴弹炮，可以发射配备2S19的更强大的 2A65 榴弹炮的彈藥。

## 使用國
2S3 Akatsiya SPGs 曾出口到國外，但數量相对较小。

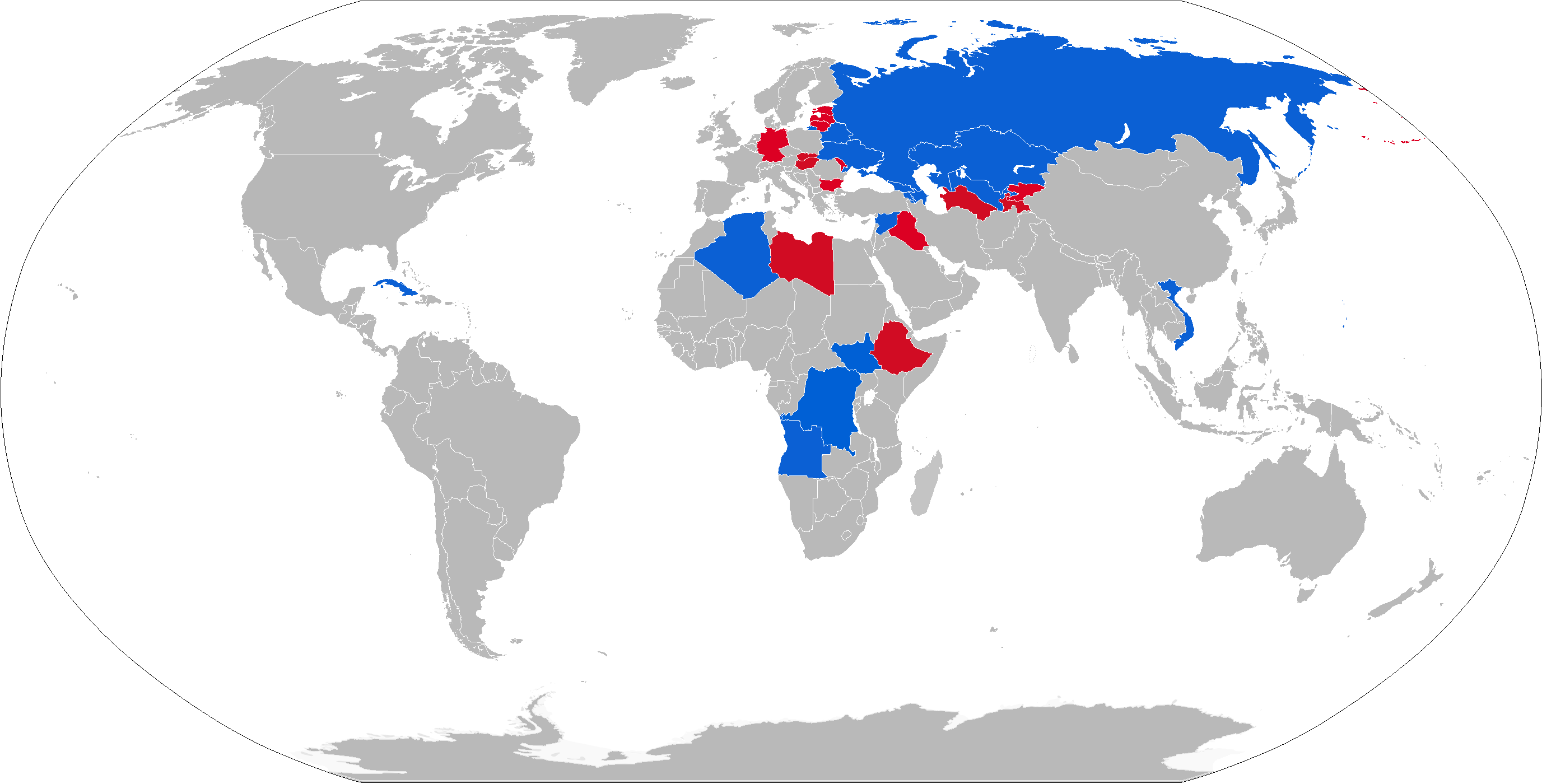
地图蓝色是現時使用國，红色是前使用國

### 目前的使用國
- 阿尔及利亚 – 1995年仍有10台，最初購買40台。
- 安哥拉 – 48台
- 亞美尼亞 – 28台[4]
- – 16台 從烏克蘭購買[5]2008年首次出現閱兵。[6]
- 白俄羅斯 – 168台
- 古巴 – 200台
- 衣索比亞 – 1999年從俄羅斯購買了10台
- – 32台
- – 150台
- 利比亞 – 1995 年仍有55 台,  也有指息指出 36台。
- 俄羅斯 – 現役 931 台, 2007指出總數量仍有 1,600 台。
- 叙利亚 – 2006 年仍有100 台。
- – 2006年現役仍有16台[7]
- 乌克兰 – 501台
- – 17台
- 越南 – 30台

### 前使用國
- 保加利亚 –20 台
- 东德 –95 台
- 匈牙利 –1995 年仍有5 台, 最初購買18台。
- 伊拉克 –35 台(未知状态，可能已报废)
- 苏联 –单位传递给会员国
- 美国 –7 台(1993年4台由德国轉送，2000年3台由乌克兰轉送[8])

## 外部連結
- 152-мм самоходная гаубица-пушка СО-152（页面存档备份，存于）
- 2S3"Akatsiya"说明在网站的其制造商
- 2S3从军Recognition.com（页面存档备份，存于）
- 美国科学家联合会网页（页面存档备份，存于）
- 俄罗斯武器目录
- 照片
- 列表俄罗斯的单位，其使用2S3"Akatsiya"的时刻 （页面存档备份，存于）
- 在俄罗斯。 信息和图纸（页面存档备份，存于）
- http://topgun.rin.ru/cgi-bin/units.pl?unit=2066（页面存档备份，存于）
- 现在的2S3在Il'inskoye，DishModels.ru（页面存档备份，存于）